# Cdx-Proteine
Caudale-Homöobox-Proteine (Cdx) sind eine Familie von Proteinen, die in mehrzelligen Tieren die räumliche Entwicklung des caudalen (hinteren) Bereichs des Embryos steuern. Sie leisten diese Funktion durch ihre Eigenschaft als Transkriptionsfaktoren, also durch Bindung an DNA und Steuerung deren Transkription.

## Humane Cdx-Proteine
Im Mensch sind drei Cdx-Proteine bekannt: Cdx-1, Cdx-2 und Cdx-4.
- Cdx-1 (Gen-Name: CDX1) ist 265 Aminosäuren lang und hat zwei Isoformen. UniProt P47902
- Cdx-2 (Gen-Name: CDX2) ist 313 Aminosäuren lang. UniProt Q99626
- Cdx-4 (Gen-Name: CDX4) hat 284 Aminosäuren. UniProt O14627

## Funktionen
Die Wirkung der Cdx-Proteine als Transkriptionsfaktoren wurde an Mäusen untersucht und betrifft Gene in undifferenzierten Gewebetypen. Eingriffszeitpunkte sind im frühen Embryonalstadium und – im Fall von Cdx-2 – im erwachsenen Organismus. Mehrere Hox-Gene weisen cis-Elemente mit Bindestellen für Cdk-Proteine auf, die dort als Repressoren fungieren.
Die Expression von Cdx-1 und -2 nimmt vom Dünndarm bis zum Dickdarm stetig zu, was das räumliche Differenzierungsmuster des Darmgewebes während der embryonalen Entwicklung verursacht. Die Interaktion von Cdx-1 und -2 mit HoxC8 und HoxA9 definiert die Entwicklung des Neuralrohrs und der Wirbelkörper. Cdx-4 agiert als Repressor der HoxA5-Expression und dies ist ausschlaggebend für die posteriore Abgrenzung dieser Expression.
Im erwachsenen Organismus spielt nur noch Cdx-2 eine Rolle; seine Expression wird von Laminin-1 stimuliert und sorgt über eine Signalkaskade für die Ausdifferenzierung und Anheftung von Darmepithelzellen.